# Simone Iff

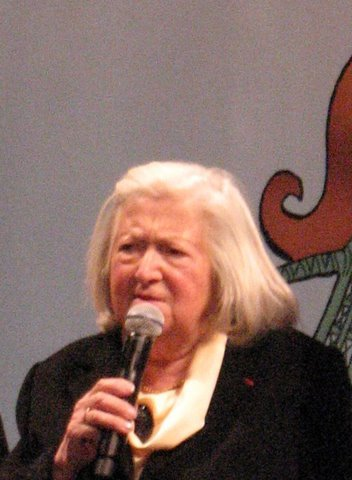
Simone Iff, prix de la ville de Paris, 8 mars 2011

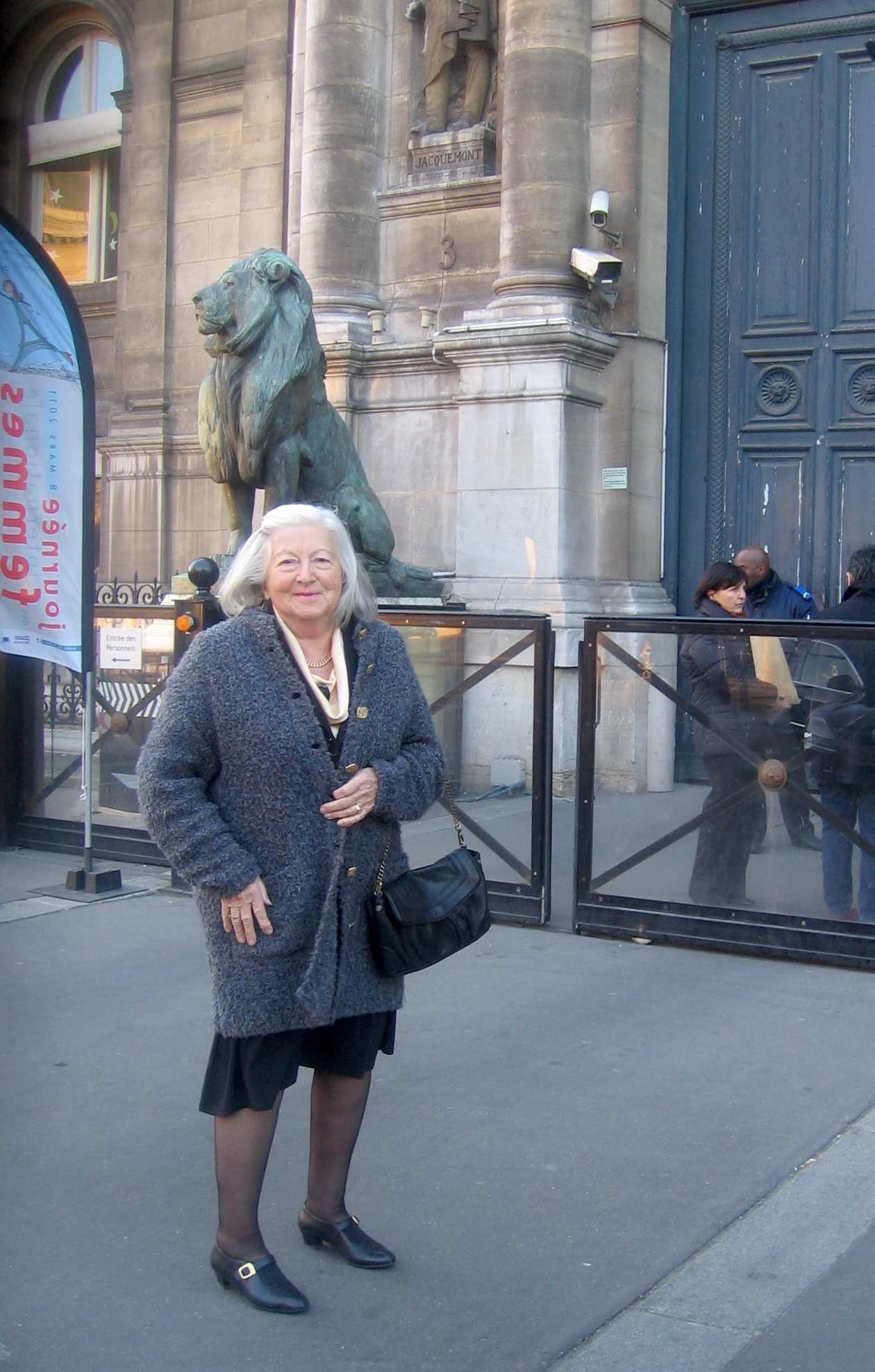
Simone Iff, médaille de la ville de Paris, 8 mars 2011

Simone Iff, nascuda com a Simone Balfet (Vabre, Tarn, 4 de setembre de 1924 - París, 29 de desembre de 2014), va ser una activista francesa pels drets de les dones, que lluità pel dret a l'avortament, pel dret al control de la natalitat i la planificació familiar, a decidir sobre el propi cos i a tenir una sexualitat plena; i fou instigadora del Manifest de les 343. Va ser presidenta del Moviment francès per a la planificació familiar entre 1973 i 1979.

## Biografia

### Infància i joventut
Nascuda al Tarn l'any 1924, Simone Iff era filla de Frantz Balfet, pastor protestant, i de Marthe Capelle, antiga alumna de l'Escola Normal de Sèvres. Va créixer a Vabre, a Montauban, i a Sète, a l'Hérault, on va conèixer Agnès Varda. Els seus pares, implicats en l'ajuda als refugiats, li van transmetre el gust per l'activisme i la cultura de protesta. De 1939 a 1940, va ser escolta unionista, i també va formar part de la Federació Francesa d'Associacions d'Estudiants Cristians. Als 18 anys, mentre estava embarassada sense estar casada, la seva família va preferir marxar de Sète per fugir de l'escàndol, tot i que els seus pares es mantingueren a prop seu.

### Vida familiar
Simone Iff es va casar el 1943 amb Werner Iff, el pare de la seva filla gran, suís i protestant. Simone i Werner s'uniren a la resistència. Després de la seva filla gran, Marianne, nascuda al 1943, seguirien altres quatre fills, Patrick, Katherine, Didier i Isabelle. La família va viure a Vésinet de 1948 a 1950, on el seu pare, Frantz Balfet, era pastor, i van participar en reunions del moviment de rearmament moral. L'any 1951 la família es va traslladar a París, on va dirigir una casa protestant per a presos en llibertat condicional, que esdevingué el 1955 una llar d'acollida per a adolescents en semillibertat, al districte de Belleville. Simone Iff col·laborava en el treball del seu marit, i per això rebia una remuneració inclosa en el sou d'aquest últim. Amb els seus fills, van conviure diàriament amb els membres de la llar fins al 1963. De fet, en aquesta data, la llar ja no complia els nous estàndards d'acollida per a adolescents, i hagué de tancar.

### Descobriment de l'activisme feminista
Després es va unir a un moviment creat per la burgesia protestant el 1946, el Moviment de Dones Joves (MJF), l'objectiu del qual era permetre a les dones protestants casades implementar les seves conviccions cristianes i sentir-se solidàries entre elles en els seus problemes específics. Dins d'aquest moviment va sorgir una forta demanda d'informació sobre control de la natalitat, en un moment en què el tema de la sexualitat femenina continuava sent tabú. Simone Iff va assumir la responsabilitat d'aquest moviment des de 1958 fins a 1966, i en va ser membre fins a 1972.

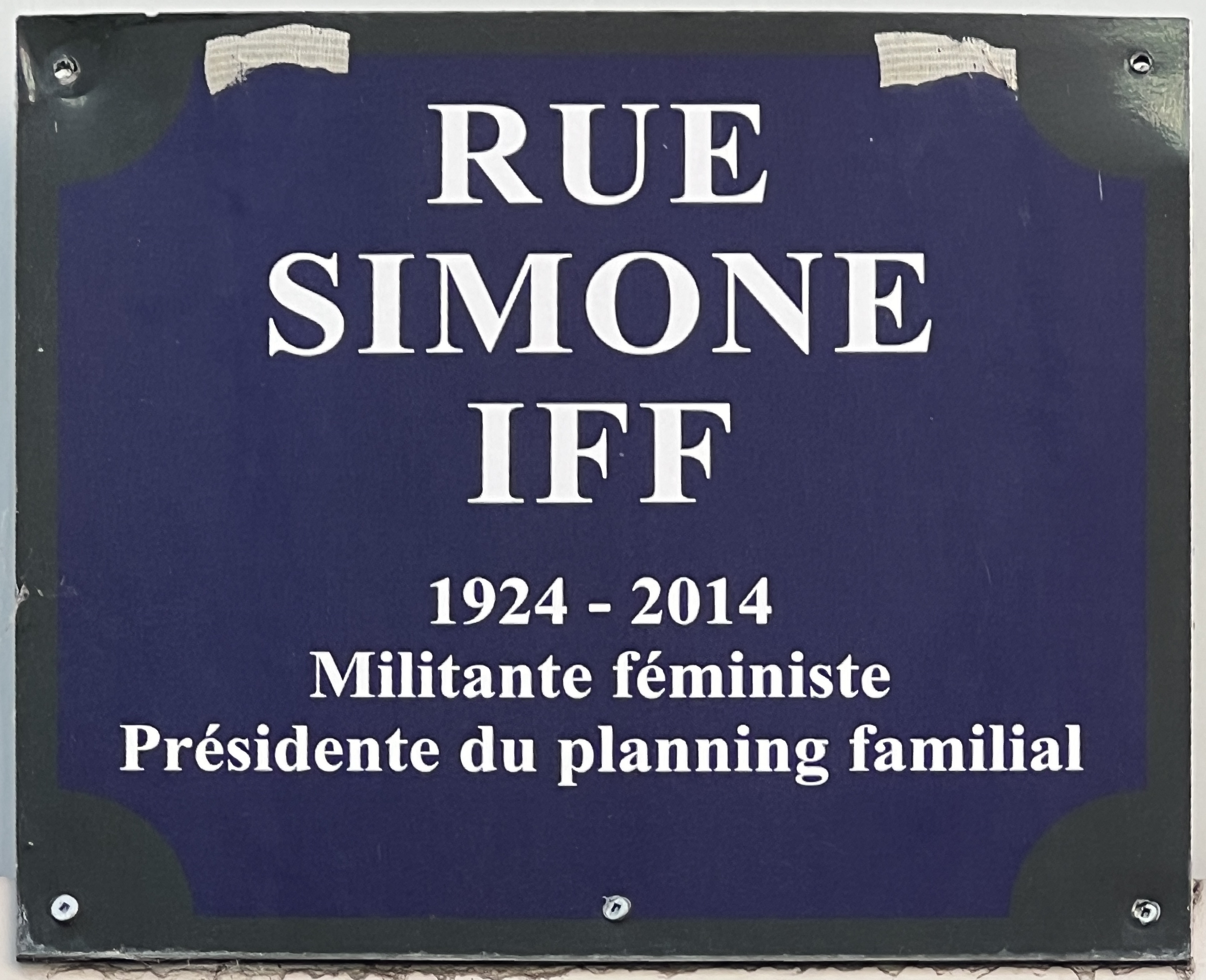
Rètol al carrer de Simone Iff a París

El Moviment de Dones Joves es va convertir en un moviment de promoció i defensa dels drets de les dones. Va participar en la creació de l'associació La Maternité heureuse, que el 1960 es va convertir en el Moviment Francès per la Planificació Familiar (MFPF). Simone Iff hi va entrar el 1961 o el 1962,i va promoure la implicació de membres del Moviment de Dones Joves, dirigint regularment Dones Joves. Els objectius del moviment eren oficialment promoure l'equilibri psicològic de la parella i la salut de la dona, però sobretot, encara que de manera implícita, donar resposta a les nombroses preguntes sobre control de la natalitat, informació sobre aquest tema que llavors estava prohibida per una llei vigent des de 1920.
L'any 1961, s'obriren els primers centres de planificació familiar a Grenoble i París, i de seguida van tenir una gran afluència. El 1963, Simone Iff es va formar per convertir-se en una de les primeres conselleres familiars. «Hi havia una gran demanda», recordaria després Simone Iff, «calia passar de la clandestinitat a una estructura que s'establia al carrer». Al tema del control de la natalitat, Simone Iff també vol associar el de la relació sexual com a font de plaer i de sexualitat plena. El context social i polític era tens, i la policia feia batudes als centres de planificació familiar per comprovar que les conselleres no difonguessin informació sobre anticoncepció. Els fitxers de les usuàries s'havien d'ocultar. El 1967, la llei Neuwirth va derogar en part el sistema legislatiu de 1920 i autoritzava l'ús d'anticonceptius. Però l'aplicació de la llei no es va traduir en un decret fins al 1972 i el context polític dels anys posteriors al 1968 va alimentar el procés de radicalització de l'MFPF, amb les conselleres, liderades per Simone Iff, cada cop més compromeses, a més dels metges de la junta directiva del moviment, que es manifestaven tots a favor de l'anticoncepció gratuïta i l'avortament reemborsats per la seguretat social. L'avortament era aleshores il·legal, i les dones obligades a avortar havien d'anar a l'estranger o practicar-lo clandestinament, amb el risc de perdre-hi la vida.
El 1970, i fins al 1973, Simone Iff esdevingué secretària general de l'associació parisenca del Moviment francès de planificació familiar, on col·laborà a organitzar el col·legi de conselleres, al costat del dels metges.

### Activista pel dret a l'avortament
L'any 1971 es va donar a conèixer el Manifest de les 343 –també conegut com el «Manifest de les 343 putes»–, pel qual Simone Iff havia treballat molt recollint signatures, sense haver-lo signat ella mateixa. Va ser divulgat pels mitjans de comunicació i va mobilitzar l'opinió pública. Aquest mateix any Iff va tornar a l'oficina nacional de l'MFPF, esdevenint-ne una de les cinc vicepresidentes, per encarregar-se de les relacions amb els sindicats. També feia el vincle amb el Moviment d'Alliberament de les Dones en temes d'avortament.
Durant el congrés de juny de 1972, les conselleres familiars van demanar que se les anomenés assessores facilitadores auxiliars (assistantes conseillères animatrices, ACA), per assumir més responsabilitats i per professionalitzar la seva condició, perquè fins aleshores havien estat voluntàries. Aquell mateix any, com a vicepresidenta de l'MFPF, Simone Iff va declarar durant el judici de Bobigny, en què es jutjava per avortament cinc dones, una de les quals embarassada per violació.
El 1973 va cofundar el Moviment per a la Llibertat de l'Avortament i la Contracepció (MLAC), esdevenint-ne vicepresidenta, i va donar suport a la planificació familiar, a la demanda d'avortament lliure i gratuït. La seva condició de mare, que tot i així havia tingut diversos avortaments, donava credibilitat a aquests moviments. Aquest compromís li va permetre, el juny de 1973, ser escollida la primera presidenta de l'MFPF que no procedia del món mèdic. Va iniciar un punt d'inflexió polític a l'associació, apropant-la als moviments feministes, les classes treballadores, els sindicats i els partits d'esquerra. Continuaria sent-ne presidenta fins al 1978, i deixà el càrrec nacional el 1980. El 1983 la funció de presidenta fou abolida, per donar pas a la gestió col·legiada.
Simone Iff va donar suport, l'any 1975, a la llei Veil, que semblava abordar el tema només des d'una perspectiva sanitària, amb la voluntat d'evitar els avortaments clandestins, però que va resultar ser un pas cap endavant considerable. Aquest mateix any Simone Iff va deixar el MLAC, després que l'oficina nacional es dissolgués.

### Compromisos posteriors
Aleshores la seva lluita activista continuà, encara que aleshores ja actués a un nivell més institucional. De 1974 a 1981, Simone Iff va representar el moviment de planificació familiar al Consell Superior d'Informació Sexual, Regulació de Naixement i Educació Familiar (CSIS). El 1975, un col·lectiu defensor de les prostitutes va ocupar la capella de Saint-Bernard a París. Simone Iff «es posà al seu servei», i va dirigir aquest col·lectiu des del 1975 fins al 1981. Es reuniria amb diversos ministres per defensar l'accés de les prostitutes a l'atenció i la formació, i per denunciar el delicte de sol·licitud passiva. El 6 d'octubre de 1979 també va organitzar una marxa per la llibertat d'avortament i anticoncepció.
Després de la victòria de François Mitterrand a les eleccions presidencials de 1981 i l'arribada de l'esquerra al poder, Simone Iff va esdevenir assessora tècnica del gabinet d'Yvette Roudy, Ministra dels Drets de la Dona, a qui coneixia des de feia temps. Va continuar lluitant per l'aplicació de la llei i perquè es reservessin places suficients per a les interrupcions voluntàries d'embaràs als hospitals. L'any 1984 va esdevenir membre del Consell Econòmic i Social.
A partir de 1986, va fundar el Col·lectiu Feminista contra la Violació, i el va presidir fins al 1992.

### Mort
Va morir el 29 de desembre de 2014 a casa seva, a París, després d'haver-se mantingut a prop del Moviment francès de planificació familiar fins al final. A la seva mort, els moviments feministes i dues ministres, Najat Vallaud-Belkacem i Marisol Touraine, li van fer diversos homenatges.

## Reconeixement i memòria
- Diversos carrers i places porten el seu nom a Nantes, Lió, Issoudun, Pantin i París.[12][13]
- Un centre sanitari d'Alençon porta també el seu nom.[14]
- A Rennes, l'any 2024, es va inaugurar un Espai Social Comú, «Simone IFF», sovint anomenat «Chez Simone».

## Obra publicada
- Simone Iff. Demain la société sexualisée. Le combat du Mouvement français pour le planning familial (en francès). Calmann-Lévy, 1975, p. 308.